# Bare Flesh
Bare Flesh è un singolo del rapper statunitense Craig Xen pubblicato il 23 dicembre 2015.

## Tracce
1. Bare Flesh – 3:12